# Наварро, Леандро
Леандро Наварро (исп. Leandro Navarro; родился 16 апреля 1992 года, Мар-дель-Плата, Аргентина) — аргентинский футболист, полузащитник клуба «Депортес Икике».

## Клубная карьера
Наварро — воспитанник футбольной академии клуба «Сан-Лоренсо», куда он попал в возрасте 11 лет. Среди сверстников Леандро выделялся очень сильным ударом, за что получил прозвище «Бомба». 13 ноября 2011 года в матче против «Олл Бойз» он дебютировал в аргентинской Примере. 6 апреля 2013 года в поединке против «Велес Сарсфилд» Наварро забил свой первый гол, дальним ударом с 40 метров. В 2013 году Леандро стал чемпионом Аргентины (Инисиаль). В следующем году выиграл Кубок Либертадорес.
Летом 2016 года Наварро перешёл в мексиканский «Венадос». 17 июля в матче против «Лорос Универсидад» он дебютировал в Лиге Ассенсо.

## Достижения
Командные
 «Сан-Лоренсо»
- Чемпионат Аргентины по футболу — Инисиаль 2013/2014
- Обладатель Кубка Либертадорес — 2014